# Ратуша Лос-Анджелеса
Ратуша Лос-Анджелеса — здание мэрии города Лос-Анджелеса (англ. Los Angeles City Hall) (штат Калифорния, США). В здании размещаются городские органы самоуправления.

## Общие сведения
Расположено в центре города, в районе Civic Center. Это 32-этажное здание, имеющее высоту 138 метров, было возведено в 1928 году по проекту Джона Паркинсона, Джона К. Остина и Альберта К. Мартина-старшего. Здание площадью 300 000 квадратных футов (27 900 м2) облицовано серым калифорнийским гранитом и серой терракотой, самыми популярными фасадными материалами того времени. На 27 этаже здания расположена бесплатная смотровая площадка, открытая для публики.
Считается[кем?], что прототипом здания стал Галикарнасский мавзолей — античное чудо света, простоявшее почти 2 тысячелетия. Так как в Лос-Анджелесе часты сильные землетрясения, архитекторы заложили большой запас прочности. В фундаменте расположены большие резиновые подушки, которые гасят колебания мэрии при толчках. Таким образом, здание способно устоять при землетрясении силой 8 баллов.
Здание изображено на нагрудном значке сотрудников полиции Лос-Анджелеса.
Является 60-м по высоте зданием Калифорнии, а с 1928 по 1964 год занимало первую строчку как в этом списке, как и в списке самых высоких зданий Лос-Анджелеса.
Резиденция мэра Лос-Анджелеса.